# ديفيد كارون
ديفيد كارون (بالإنجليزية: David Caron)‏ هو محامي أمريكي، ولد في 28 يونيو 1952، وتوفي في 20 فبراير 2018 في لندن في المملكة المتحدة بسبب نوبة قلبية.